# Eucereon zephyrum
Eucereon zephyrum är en fjärilsart som beskrevs av William Schaus 1910. Eucereon zephyrum ingår i släktet Eucereon och familjen björnspinnare. Inga underarter finns listade i Catalogue of Life.